# Clapping Music

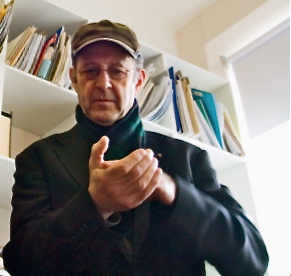
Steve Reich erklärt Clapping Music (Aufnahme: 2006)

Clapping Music ist eine Komposition von Steve Reich aus dem Jahre 1972. Es ist eine drei- bis fünfminütige Komposition für zwei Spieler und besteht aus reinem Händeklatschen.

## Geschichte

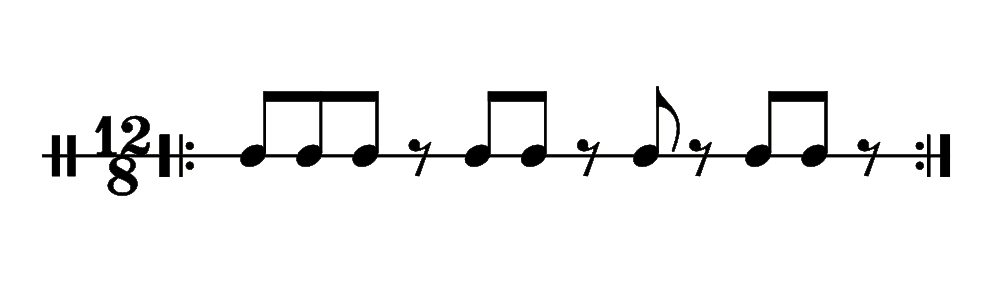
Grundrhythmus von Clapping Music ersten beiden Muster (Auszug)

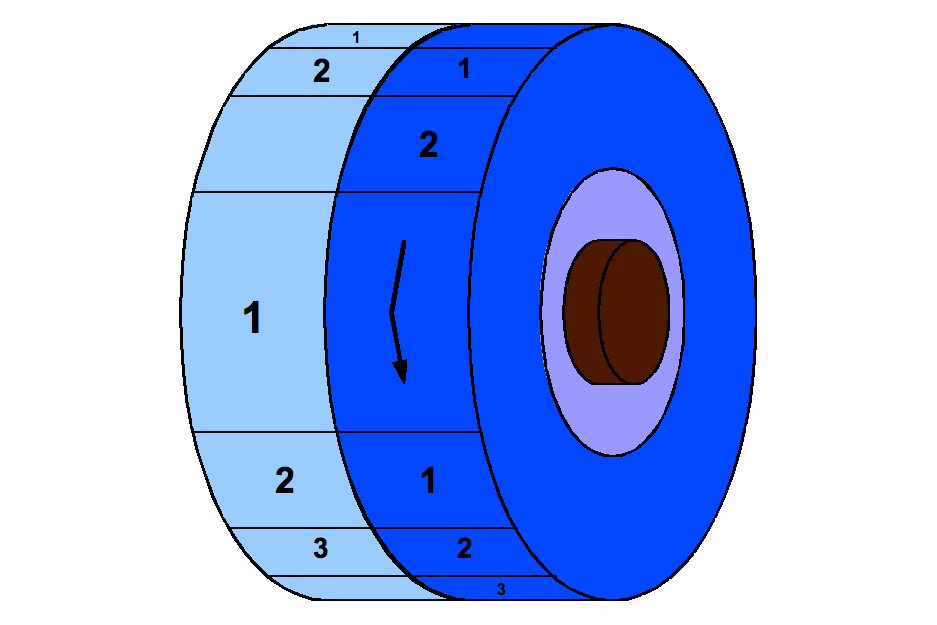
Visualisierung der Phasenverschiebung mit zwei Rollen, die ein identisches Muster auf einer gemeinsamen Spule teilen. Dieses Muster kann an allen Positionen durch Drehen einer der Scheiben mit sich selbst kontrastiert werden.

Steve Reich und sein Ensemble waren 1972 in Europa auf Tour. Nach einem Konzert in Brüssel fragte der Veranstalter, ob sie sich eine Aufführung von Flamenco-Musik ansehen wollten. Sie besuchten gemeinsam einen Club und sahen zwei Musikern zu, die laut Reich schreckliche Gitarristen und Sänger waren. Als die beiden Musiker sehr laut klatschten, schlossen sich Reich und seine Gruppe, die hauptsächlich Schlagzeuger waren, dem Klatschen an. Nach dem Konzert erkannte Reich, dass er dies als Grundlage für seine Arbeit nutzen konnte, nicht zuletzt, weil eine Komposition, nur bestehend aus dem Klatschen mit den Händen, mit nur wenigen Leuten durchgeführt werden konnte.

## Technik
Nachdem Reich sich im Frühwerk bereits stark mit der Mechanik der Phasenverschiebung auseinandergesetzt hatte und bereits 1967 die Komposition Piano Phase veröffentlicht war, ermunterte ihn der Club-Besuch dazu, wie er selbst sagte, „eine Musik zu schreiben, die ohne Instrumente und nur mit dem menschlichen Körper aufzuführen sei.“
Er stellte jedoch schnell fest, dass der Mechanismus des langsamen Ein- und Ausschaltens des Tempos für das einfache Klatschen bei der Erzeugung der eigentlichen Klänge, die die Musik erzeugten, ungeeignet war.
Reich fand einen anderen Weg: Anstatt zu phasieren, klatscht ein Spieler im 12/8-Takt einen Grundrhythmus (aus zwölf Schlägen bestehendes Muster), eine Variation des grundlegenden afrikanischen Glockenmusters, für das gesamte Stück. Der andere Spieler klatscht nach demselben Muster, verschiebt sich jedoch nach jeweils 8 oder 12 Takten um eine Achtelnote. Die beiden Spieler setzen dies fort, bis der zweite Spieler um 12 Achtelnoten verschoben hat und daher das Pattern (wie zu Beginn), nun etwa 144 Takte später, erneut mit dem ersten Akteur synchron spielt. Die Variation des afrikanischen Glockenmusters ist minimal; es enthält nur einen zusätzlichen Schlag. Diese minimale Addition führt jedoch zu einem viel interessanteren Effekt im Hinblick auf die Variation, um damit verschiedene rhythmische Kanons zu schaffen. Für den Zuhörer entfernen sich die Klatschenden und kehren dann wieder ins Synchrone bzw. unisono zurück.

## Besetzung
Die Besetzung lautet: „For two pairs of clapping hands.“

## Rezeption
Clapping Hands wurde von zahlreichen bekannten Interpreten aufgeführt.
Trotz des einfachen Grundmusters ist es für den zweiten Spieler, der aus dem Rhythmus „ausbrechen“ muss, durchaus anspruchsvoll.
Wissenschaftler der Queen Mary University in London haben 2015 eine spielerbasierte App entwickelt. Die App übernimmt die Rolle des Darstellers, der das statische Muster spielt, und der Benutzer die Rolle des Darstellers, der die Musterübergänge vornimmt. Nutzer aus mehr als 100 Ländern haben die App seit dem Start im Juli 2015 mehr als 250.000 Mal heruntergeladen. In der App gab es drei Schwierigkeitsgrade – leicht, mittel und schwer: 19 Prozent der Spieler (21.603 Spieler) absolvierten eine vollständige Aufführung des Stücks, ohne einen Fehler zu machen. Bei abgeschlossenen Spielen lag die durchschnittliche Genauigkeit bei 91 Prozent auf der schweren Ebene, bei 84 Prozent auf der mittleren Ebene und bei 78 Prozent auf der leichten Ebene. Die Daten der Spieler der App werden durch die Wissenschaftler ausgewertet und sollten Erkenntnisse zu Aspekten der Musikpsychologie, der Rhythmusgenauigkeit und der Psychologie erschließen.
Eine Erkenntnis der Wissenschaftler aus London lautete: Die Genauigkeit der Aufführung ist nicht von der Komplexität der einzelnen Rhythmen im Stück abhängig, sondern von der Komplexität des Übergangs zwischen den Rhythmen.

## Kommentar des Komponisten
Auf die Frage, ob Reich heute irgendetwas an der Komposition ändern würde, antwortete er:

„Nothing! It's perfect! Not every piece I write is perfect, but this one, it's perfect.“

## Erstaufführung
Das Stück wurde im Sommer 1972 erstaufgeführt.